# 小行星3838
小行星3838（英語：3838 Epona）是一颗围绕太阳公转的小行星。1986年11月27日，A. Maury在帕洛马山发现了此天体。
这颗小行星的绝对星等为49.60138549818603等。小行星3838以羅馬神話的神祇艾波娜命名。